# Apanteles adjunctus
Apanteles adjunctus ist eine Brackwespe aus der Unterfamilie der Microgastrinae. Die Art wurde im Jahr 1834 von Christian Gottfried Daniel Nees von Esenbeck als Microgaster adjunctus erstbeschrieben. Ein weiteres Synonym ist Choeras adjunctus (Nees, 1834).

## Merkmale
Die überwiegend schwarz gefärbten Brackwespen sind etwa 4 mm lang und besitzen eine Flügelspannweite von ungefähr 9 mm. Femora, Tibien und die Tarsen sind rot gefärbt. Die Vorder- und Hinterflügel weisen eine charakteristische dunkle Flügeladerung auf. Die Vorderflügel besitzen außerdem ein großes schwarzes dreiecksförmiges Flügelmal.

## Verbreitung
Die Art kommt in Mitteleuropa und in England vor.

## Lebensweise
Die Brackwespen parasitieren die Raupen des Fichtenzapfenwicklers (Cydia strobilella) und der Federmotten-Art Adaina microdactyla. Die Imagines erscheinen ab Anfang April und sind bis in den September zu beobachten. Am häufigsten sieht man sie im Juni. Die Imagines ernähren sich u. a. vom Nektar des Wiesen-Bärenklaus (Heracleum sphondylium).

## Bilder

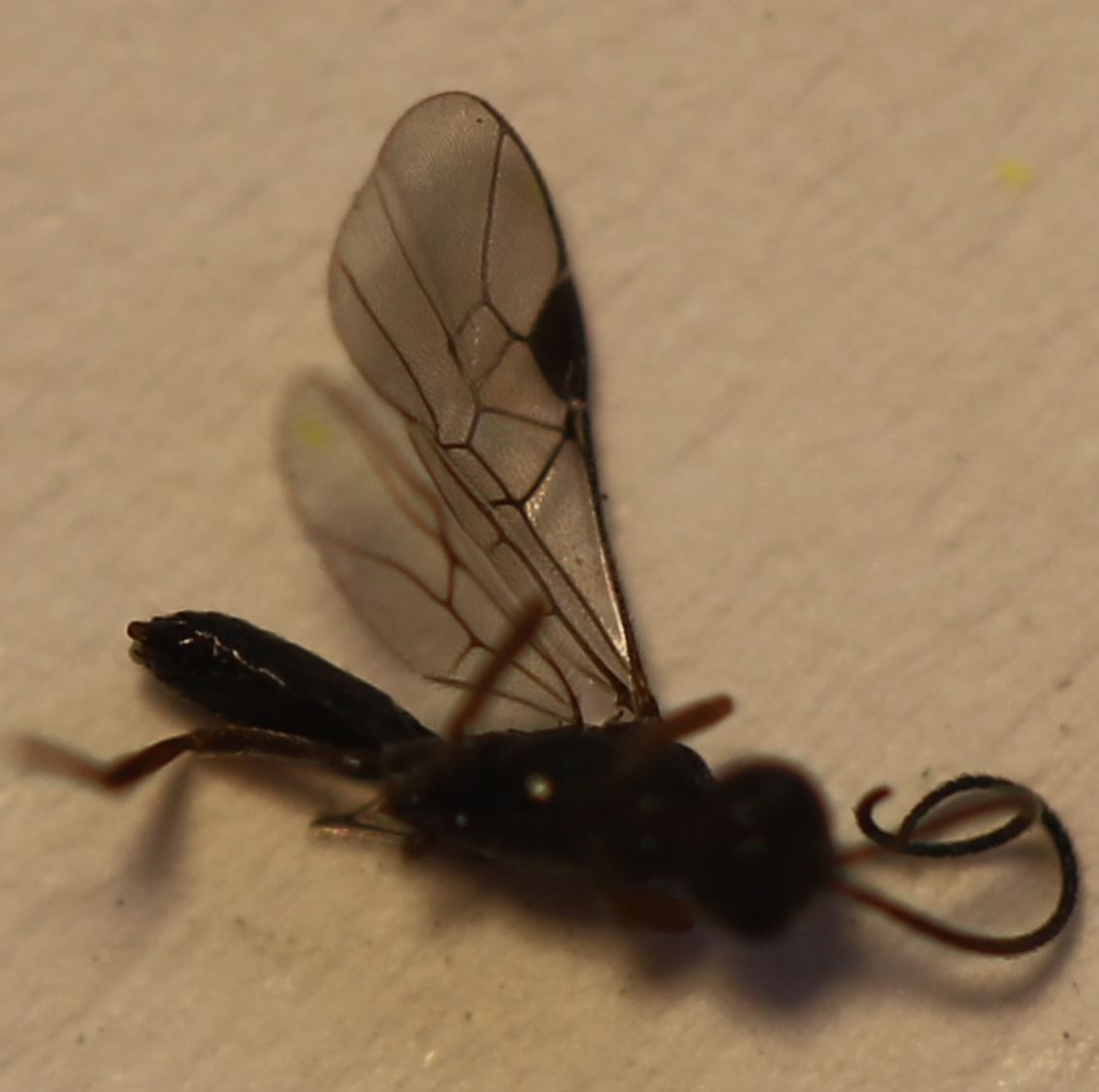
Flügeladerung
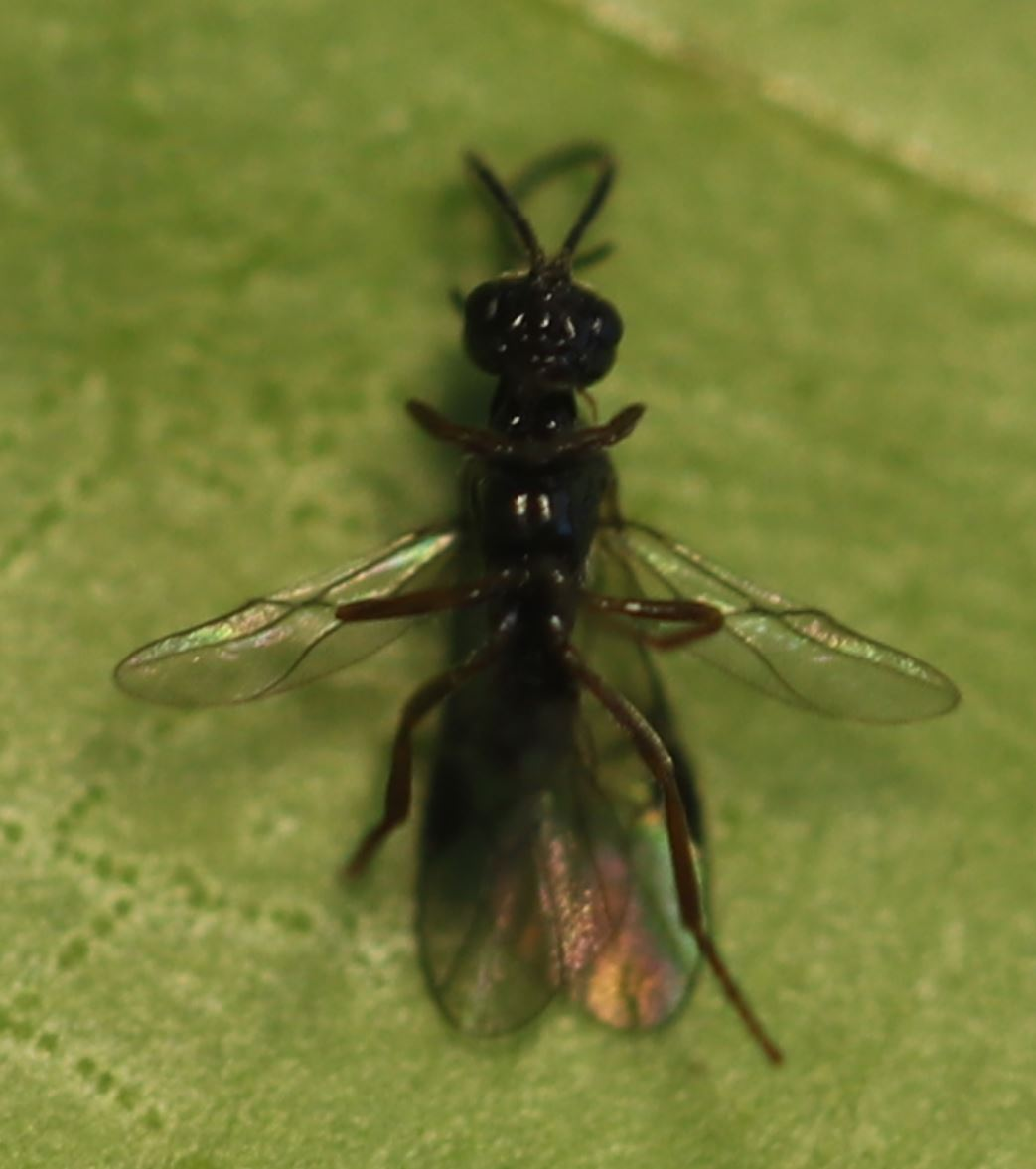
Ventralansicht
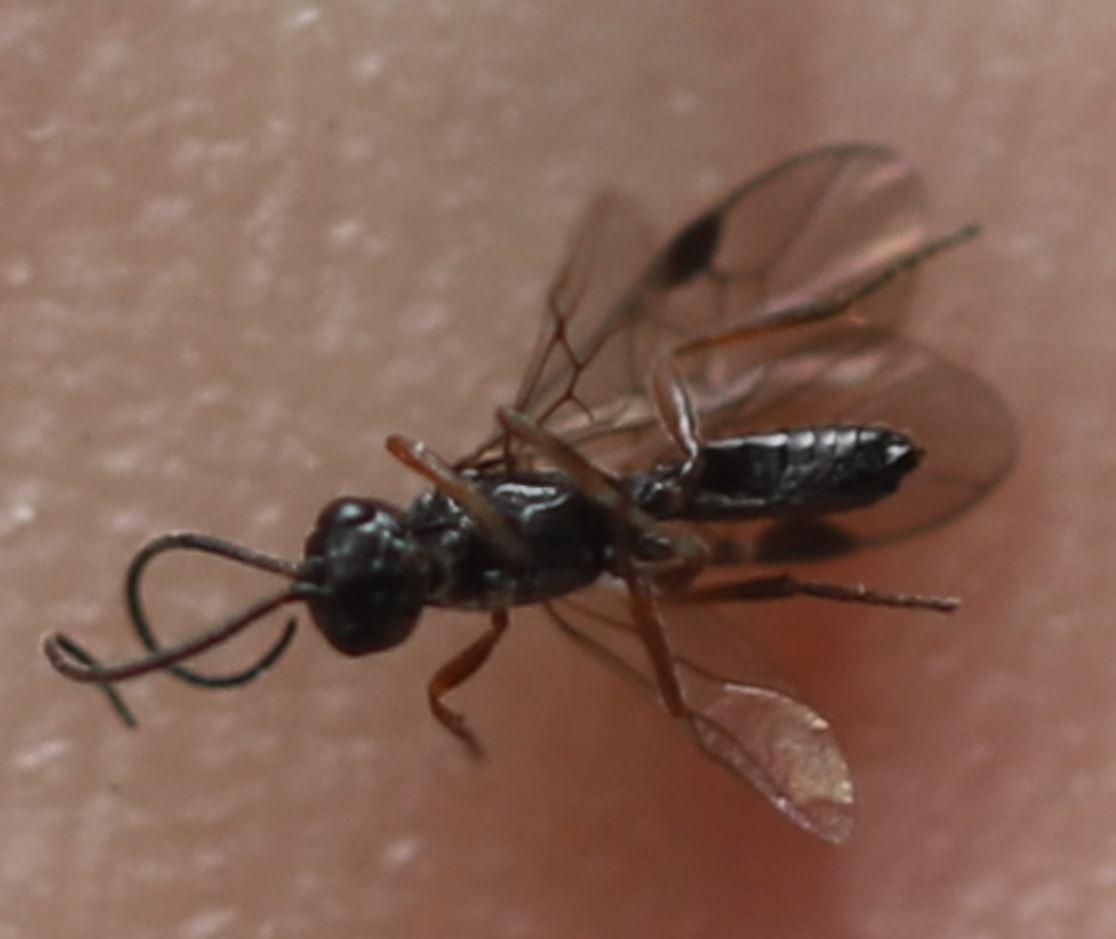
Ventralansicht